# Bílá nemoc (film)
Bílá nemoc je české protiválečné filmové drama z roku 1937 natočené režisérem Hugo Haasem na námět stejnojmenné divadelní hry Karla Čapka.

## Děj

### Synopse
V tomto dramatu hlavní hrdina lékař – doktor Galén (hraje jej Hugo Haas) objeví lék proti nové smrtelné nemoci, která se projevuje bílými necitlivými skvrnami na těle. Léčí především chudé a odmítá léčit bohaté a mocné, kteří mohou za rozpoutání války. Když se nakazí i samotný maršál Krieger (Zdeněk Štěpánek), Galén mu odmítá připravit lék, dokud nezastaví válku. Maršál váhá, nakonec ale Galénovu podmínku přijme a rozhodne se válku ukončit. Ovšem v okamžiku, kdy se dr. Galén pokouší donést maršálovi lék, je ubit davem lidí požadujícím pokračování války.

### Podrobný popis
Příběh se odehrává v Československu, kde se šíří bílá nemoc. Člověku se na těle objeví malá bílá skvrna, která je necitlivá a rozšiřuje se po celém těle. Hlavním hrdinou je doktor Galén. Na Lilienthalově klinice se radí dvorní rada Sigelius s lékaři, jak postupovat při léčbě. Lék však nemohou najít. Objeví ho lékař Dr. Galén, který léčí chudé. Rada Sigelius (hraje Bedřich Karen) ho považuje za podvodníka, protože Dr. Galén nechce prozradit tajemství léku. Nakonec mu však povolí léčit pacienty, kteří nemají na zaplacení léčby. Dr. Galén má s léčbou úspěch. Do nemocnice přichází na návštěvu maršál. Jeho generálové nevydrží hrozný zápach v pokojích nevyléčitelných a jsou překvapení, když spatří nemocné léčené Dr. Galénem. Novináři se vyptávají, v čem spočívá tajemství léku a proč lékař léčí jen chudé. Dr. Galén zastává názor, že bohatí lidé mají moc zabránit válkám, a že lék vydá pouze, když už nepovedou žádné další války. Dvorní rada Galéna vyhodí se slovy, že nechá raději všechny umřít, než přistoupit na jeho podmínku. Dr. Galén se vrací zpět k svým chudým nemocným. Mezitím se baví otec a matka. Otec odsuzuje Galéna, protože má dobré místo v továrně na zbraně a souhlasí s válkou a výrobou zbraní. Žena se Galéna zastává. Její muž se vyděsí, když na jejím krku spatří malou bílou skvrnu. Společně jdou za Dr. Galénem, ale protože je muž zaměstnaný v továrně na zbraně, Galén odmítne ženu léčit. Muž odmítne tak výborné místo opustit a odchází se ženou s nepořízenou. U Dr. Galéna se objeví jeho kolega ze znepřáteleného národa, kterého poznal v předchozí válce a prozradí mu recept na lék proti bílé nemoci pro případ, že by sám zemřel. Nemoc postihla i barona Krüga, ten je majitelem zbrojařských závodů. Nejprve jde na kliniku, ale když se doví, že mu tam nepomohou, odchází. V přestrojení se vydá za Dr. Galénem. Ten ho však pozná a přemlouvá ho, aby peníze dal na propagaci míru. Krüg mu nabízí mnoho milionů, ale doktor Galén je neoblomný. Krüg uzná, že Dr. Galén má v ruce silnou zbraň v boji proti válce a že není tolik naivní. Baron Krüg jde k maršálovi a řekne mu o Galénově podmínce, a že přestane vyrábět zbraně. Maršál s ním nesouhlasí a na důkaz, že se nebojí bílé nemoci, mu podává ruku na rozloučenou. Maršál si nechá zavolat Dr. Galéna a marně mu vysvětluje výhody útočné války. Maršál přemlouvá Galéna, aby léčil jeho přítele barona Krüga (hraje Václav Vydra). Galén však trvá na své podmínce. Maršál obdrží zprávu, že se baron Krüg zastřelil, oddychne si a Galéna propustí. Maršál vyzývá lidi k boji a tvrdí, že jejich boj je spravedlivý. Při projevu se tluče do prsou a pozná, že tam má necitlivé místo. Odpotácí se do místnosti, kde je jeho dcera a její snoubenec, syn barona Krüga. Dcera maršála přemlouvá, aby válku zastavil a zachránil si život. Maršál při představě strašné smrti se rozhodne a povolá k sobě Galéna. Před okny paláce však zfanatizovaný dav přicházejícího doktora Galéna ubije k smrti. Maršál přesto podepíše rozkaz jednotkám se stáhnout a zahájit mírová jednání.

## Základní údaje
- Námět: Karel Čapek
- Scénář: Hugo Haas
- Hudba: Jan Branberger
- Kamera: Otto Heller
- Režie: Hugo Haas
- Další údaje: černobílý, 106 min, drama
- Ateliéry: Barrandov
- Výroba: Moldavia, 1937

## Obsazení
- Hugo Haas – Dr. Galen
- Bedřich Karen – Prof. Sigelius
- Zdeněk Štěpánek – Maršál
- Václav Vydra – Baron Krog
- František Smolík – Občan
- Helena Friedlová – Občanůvá manželka
- Ladislav Boháč – Krogův syn
- Karla Oličová – Maršálova dcera
- Jaroslav Průcha – Dr. Martin
- Vladimír Šmeral – první asistent
- Vítězslav Boček – Občanův syn
- Eva Svobodová – Občanova dcera
- Karel Dostal – ministr propagandy